# 戈雷克尼特嶺
72°4′S 14°48′E / 72.067°S 14.800°E
戈雷克尼特嶺（英語：Gårekneet Ridge）是南極洲的山嶺，位於東部南極洲的毛德皇后地，屬於帕耶山脈的一部分，該山嶺由德國的探險隊發現，挪威的製圖師根據測量和空中照片把山嶺繪入地圖。